# Dreamer (песня Мартина Гаррикса)
«Dreamer» (с англ. — «Мечтатель») — песня нидерландского диджея и музыкального продюсера Мартина Гаррикса, записанная при участии американского певца Майка Юнга. Релиз состоялся 1 ноября 2018 года на лейбле STMPD RCRDS.

## История
Во время интервью в августе 2018 года Мартин Гаррикс впервые рассказал о работе с Майком Юнгом. Майк Юнг так же рассказал, что он был потрясен интересом Гаррикса к работе с «60-летним мужчиной».

«Он замечательный певец. Я видел его на видео, он пел в Нью-Йорксом метро. Его история... он пел в метро 38 лет. Я пригласил его в Амстердам, у нас была потрясающая неделя, мы писали музыку на лодке с гитарой». — Мартин Гаррикс
Песня отдала дань уважения покойной жене Майка — Лидии, которая скончалась в 2018 году.

## Список композиций
| №  | Название  | Автор(ы)                                      | Продюсер                       | Длительность |
| -- | --------- | --------------------------------------------- | ------------------------------ | ------------ |
| 1. | «Dreamer» | Мартин Гаррикс Майк Юнг Исли Джубер Брайан Ли | Мартин Гаррикс Matisse & Sadko | 3:31         |

### Ремиксы
1. «Dreamer» (Nicky Romero Remix) — 3:44
2. «Dreamer» (SLVR Remix) — 2:51
3. «Dreamer» (EAUXMAR Remix) — 2:58
4. «Dreamer» (Brooks Remix) — 3:05
5. «Dreamer» (Infuze Remix) — 3:51
6. «Dreamer» (SLVR Booshi Remix) — 2:51

## Чарты
| Chart (2018)                               | Peak position |
| ------------------------------------------ | ------------- |
| Бельгия/Фландрия (Ultratip Bubbling Under) | 17            |
| Бельгия/Валлония (Ultratip Bubbling Under) | 31            |
| Нидерланды (Dutch Top 40)                  | 28            |
| Sweden (Sverigetopplistan)                 | 73            |
| США (Billboard Hot Dance/Electronic Songs) | 31            |